# Iestyn Thomas

a Compétitions nationales et continentales officielles uniquement.

b Matchs officiels uniquement.
Dernière mise à jour le 25 janvier 2013.
Iestyn Dafydd Thomas, né le 15 décembre 1976 à Pontypool, est un joueur de rugby à XV qui joue avec l'équipe du pays de Galles et qui évolue avec les Llanelli Scarlets au poste de pilier.

## Carrière
Il joue avec l'Ebbw Vale RFC avant de rejoindre les Llanelli Scarlets en 2002 pour disputer la coupe d'Europe et la Celtic League.
Il obtient sa première cape internationale le 11 novembre 2000 contre les Samoa. Il dispute trois matchs de la coupe du monde 2003.
Il annonce sa retraite en avril 2012 à la suite d'une blessure aux cervicales.

## Statistiques en équipe nationale
- 33 sélections
- Sélections par année : 3 en 2000, 6 en 2001, 8 2002, 11 en 2003, 2 en 2004, 3 en 2007
- Tournois des Six Nations disputés : 2002, 2003, 2004